# George Walker (Politiker, 1763)
George Walker (* 1763 im Culpeper County, Colony of Virginia; † 1819 in Nicholasville, Kentucky) war ein US-amerikanischer Politiker der Demokratisch-Republikanischen Partei, der den Bundesstaat Kentucky im US-Senat vertrat.
George Walker besuchte die öffentlichen Schulen in Virginia und diente als Soldat der Kontinentalarmee im Unabhängigkeitskrieg. 1794 zog er nach Kentucky, wo er sich im Jessamine County niederließ und Jura studierte. Er wurde 1799 in die Anwaltskammer aufgenommen und begann als Jurist in Nicholasville zu praktizieren. Im Jahr 1801 arbeitete er als Prokurist für die Kentucky River Company.
Von 1810 bis 1814 gehörte Walker dem Senat von Kentucky an. Nach dem Rücktritt von US-Senator George M. Bibb nahm er am 30. August 1814 dessen Platz im Kongress ein, verblieb dort als kommissarischer Amtsinhaber aber lediglich bis zum 16. Dezember desselben Jahres, als mit William T. Barry ein offizieller Nachfolger gewählt worden war.
George Walker, dessen Großneffe James David Walker von 1779 bis 1785 als Vertreter des Staates Arkansas ebenfalls dem Senat angehörte, starb 1819 in Nicholasville und wurde auf dem Gelände seines dortigen Anwesens beigesetzt.